# Eoin Mullen
Eoin Mullen (* 6. August 1993 in Kilronan) ist ein irischer Bahnradsportler.

## Sportliche Laufbahn
2011 wurde Eoin Mullen in seiner Altersklasse irischer Meister im Sprint. Durch diesen Sieg wurde der irische Radsportverband Cycling Ireland auf ihn aufmerksam und schickte ihn zu einem Trainingsaufenthalt nach Aigle ins World Cycling Center. Schon im selben Jahr startete Mullen bei den Junioren-Bahn-Europameisterschaften sowie bei den UCI-Bahn-Weltmeisterschaften der Junioren 2011 in Moskau, wo er Fünfter im 1000-Meter-Zeitfahren und Siebter im Sprint wurde. Über 1000 Meter stellte er einen neuen irischen Junioren-Rekord auf, über die 200 Meter bei fliegenden Start einen neuen irischen Männerrekord.
2013 wurde Mullen dreifacher irischer Meister, im Sprint, im Keirin und im Teamsprint (mit Eoin Healy und Keith Meghan). 2014 errang er bei den UEC-Bahn-Europameisterschaften auf dem Velódromo Nacional im portugiesischen Sangalhos die Bronzemedaille im Sprint. 2014 gewann er zwei nationale Titel und 2016 alle vier im Kurzzeitbereich. 2018, 2019 und 2020 holte er weitere nationale Titel.

## Erfolge
2013
- Irischer Meister – Sprint, Keirin, Teamsprint (mit Eoin Healy und Keith Meghan)

2014
- U23-Europameisterschaft – Sprint
- Irischer Meister – Sprint, 1000-Meter-Zeitfahren

2016
- Irischer Meister – 1000-Meter-Zeitfahren, Sprint, Keirin, Teamsprint (mit Eamonn Byrne und Ronan Sherman)

2018
- Irischer Meister – Sprint

2019
- Irischer Meister – Sprint, Keirin, 1000-Meter-Zeitfahren

2020
- Irischer Meister – 1000-Meter-Zeitfahren

2022
- Irischer Meister – Keirin, Teamsprint (mit Eamonn Byrne und Eric Gasparro)